# Taťjana Černovová
Taťjana Sergejevna Černovová (rusky Татьяна Сергеевна Чернова; * 29. ledna 1988, Krasnodar) je bývalá ruská atletka, jejíž specializací byl víceboj. Kvůli opakovanému užití dopingu byly smazány všechny její atletické výsledky mezi léty 2008 až 2016.

## Kariéra
První úspěch zaznamenala v roce 2005 na mistrovství světa do 17 let v Marrákeši, kde získala zlatou medaili. O rok později se stala v Pekingu juniorskou mistryní světa. V roce 2008 skončila na letních olympijských hrách v Pekingu původně na čtvrtém místě s celkovým počtem 6 591 bodů. Později ji však byla přidělena bronzová medaile, když Ukrajince Ludmile Blonské, která získala stříbro byl prokázán pozitivní dopingový nález na anabolický steroid methyltestosteron a byla diskvalifikována.

### Berlín 2009
O rok později skončila na světovém šampionátu v Berlíně na 8. místě, když nasbírala celkově 6 288 bodů. K medaili ji nepomohlo ani vítězství v poslední, sedmé disciplíně běhu na 800 metrů, kde časem 2:09,11 vybojovala 978 bodů i druhé místo ve skoku dalekém (650 cm). Bronz vybojovala Polka Kamila Chudziková, která získala o 183 bodů více.

### Barcelona 2010
Těsně pod stupni vítězů, na 4. místě skončila v roce 2010 na evropském šampionátu v Barceloně. Sedmiboj dokončila s počtem 6 512 bodů a na bronzovou medaili, kterou získala Němka Jennifer Oeserová ztratila 171 bodů.

### Tegu 2011
Jeden ze svých největších úspěchů zaznamenala v roce 2011 na světovém šampionátu v jihokorejském Tegu, kde si vylepšila dva osobní rekordy (100 m přek., 200 m) a vyhrála dálkařskou část sedmiboje. Před poslední disciplínou (800 m) měla náskok 133 bodů na druhou Jessicu Ennisovou. Závěrečnou osmistovku zaběhla v čase 2:08,04 (993 bodů) a vylepšila si osobní rekord z kladenského TNT - Fortuna Meetingu o 107 bodů na 6 880 bodů.

## Úspěchy
| Rok  | Závod                              | Místo                | Umístění | Výkon   |
| ---- | ---------------------------------- | -------------------- | -------- | ------- |
| 2005 | Mistrovství světa do 17 let        | Marrákeš, Maroko     | 1.       | 5 875   |
| 2006 | Mistrovství světa juniorů          | Peking, Čína         | 1.       | 6 227   |
| 2007 | Mistrovství světa v atletice 2007  | Ósaka, Japonsko      | DNF      | 3 566 * |
| 2008 | Halové mistrovství světa 2008      | Valencie, Španělsko  | 7.       | 4 543   |
| 2008 | Letní olympijské hry 2008          | Peking, Čína         | 3.       | 6 591   |
| 2009 | Mistrovství světa v atletice 2009  | Berlín, Německo      | 8.       | 6 288   |
| 2010 | Halové mistrovství světa 2010      | Dakar, Katar         | 3.       | 4 762   |
| 2010 | Mistrovství Evropy v atletice 2010 | Barcelona, Španělsko | 4.       | 6 512   |
| 2011 | Mistrovství světa v atletice 2011  | Tegu, Jižní Korea    | 1.       | 6 880   |

Vysvětlivky: * – nedokončeno

## Osobní rekordy
- pětiboj (hala) – 4 855 bodů – 3. únor 2010, Penza
- sedmiboj (dráha) – 6 880 bodů – 30. srpen 2011, Tegu